# ماتس يوناسون
ماتس يوناسون (بالسويدية: Mats Jonasson)‏ هو مصمم سويدي، ولد في 1945 في Målerås ‏ في السويد.